# Bitis rubida
Bitis rubida este o specie de șerpi din genul Bitis, familia Viperidae, descrisă de Branch 1997. Conform Catalogue of Life specia Bitis rubida nu are subspecii cunoscute.